# Louise Cotnoir
Louise Cotnoir, née le 6 décembre 1948 à Sorel et morte le 2 décembre 2024, est une poète, dramaturge et nouvelliste canadienne.

## Biographie
Poète, dramaturge et nouvelliste canadienne, Louise Cotnoir obtient un baccalauréat en études littéraires de l'Université du Québec à Montréal en 1972 et une maîtrise en sciences médiévales de l'Université de Montréal en 1977. Elle est boursière du ministère des Affaires culturelles du Québec en 1980 et enseigne la littérature au Collège de la Région de l'Amiante depuis 1973.
Sa démarche se démarque par un travail engagé sur le langage. En inventant sa logique et sa structure propre, Louise Cotnoir met de l'avant « des phrases nominales et verbales, parfois extrêmement brèves et sèches, hachures, cris ». Les thèmes de la langue, du féminin, de la violence et du corps sont au centre de sa démarche d'écriture,,.
Aux Éditions Druide, elle publie un roman Le Frère d'Antigone (2017). Elle fait paraître de nombreux recueils de poésie dont Comme une chienne à la mort (Éditions du Remue-ménage, 1987), L'audace des mains avec des dessins de Célyne Fortin (Éditions du Noroît, 1987), Asiles (Éditions du Remue-ménage, 1991), Des nuits qui créent le déluge (L'Hexagone, 1994), Nous sommes en alarme (Éditions du Noroît, 2000) ainsi que Plus loin que mourir, (Éditions du Noroît, 2018),,.
Elle publie également des nouvelles, notamment La Déconvenue (L'instant même, 1993), Carnet américain (L'Instant même, 2003) ainsi que Le Cahier des villes (L'Instant même, 2009) et collabore à des livres d'artistes tel que Théorie / contenu (Zéditions élastiques, 1983) en collaboration avec Azélie, Zee Artand.
Elle signe aussi des textes dans La Théorie, un dimanche (Éditions Remue-ménage, 2018) auprès de Louky Bersianik, Nicole Brossard, Louise Dupré, Gail Scott (en) et France Théoret ainsi que dans Vanessa Bell : sœur de Virginia Woolf (Éditions du Noroît, 2016),.
Engagée par la cause des femmes, elle produit dans le cadre de l'année internationale des femmes, une pièce de théâtre (collectif) qui s'intitule Si Cendrillon pouvait mourir! . Elle participe également à plusieurs colloques sur l'écriture et les femmes dont «Contribution des femmes à la littérature des Amériques» (Ottawa, 1978) et «Women and Words» (Vancouver, 1983). Codirectrice de la revue La Nouvelle Barre du jour de septembre 1981 à juin 1984, elle est également membre du comité de rédaction de la revue bilingue canadienne Tessera de 1989 à 1993, ainsi que membre du comité de rédaction de la revue Arcade depuis 1985. On retrouve ses textes dans de nombreuses revues québécoises, canadiennes et européennes, notamment dans Spirale, Lèvres urbaines, Estuaire, Livres et auteurs québécois, Room of One's Own (en), Sorcières, [vwa] (Voies) et Osiris.
Louise Cotnoir est récipiendaire de nombreux prix littéraire. Elle obtient notamment une mention spéciale du jury au Grand Prix de la nouvelle au Salon du livre du Mans (France) pour La déconvenue (1993) qui est également en nomination au 1er Prix Desjardins 1994 et au Prix Alfred-DesRochers 1993. De plus, son livre, Dis-moi que j'imagine, est nommé au Prix du Gouverneur général du Canada et au Prix Alain-Grandbois de l'Académie des lettres du Québec en 1997.
Elle est membre de l'Union des écrivaines et des écrivains québécois.
Louise Cotnoir meurt le 2 décembre 2024 à l'âge de 75 ans.

## Prix, distinctions et nominations
- 1984 - Lauréate : Prix Alfred-DesRochers (Pour Les rendez-vous par correspondance suivi de Les prénoms)[2],[11]
- 1984 - Finaliste : Prix Émile-Nelligan (Pour Les rendez-vous par correspondance suivi de Les prénoms)[2]
- 1993 - Finaliste : Prix Alfred-DesRochers - (Pour La Déconvenue)[2]
- 1994 - Mention spéciale : Grand Prix de la nouvelle au Salon du livre du Mans (Pour La Déconvenue)[2],[12]
- 1994 - Nomination : Prix Desjardins de la nouvelle (Pour La Déconvenue)[2],[13]
- 1994 - Lauréate : Prix Alfred-DesRochers (Pour Si cendrillon pouvait mourir ! (le show des femmes de Thetford-Mines)[2]
- 1996 - Finaliste : Prix du Gouverneur général en poésie (Pour Dis-moi que j'imagine)[2]
- 1997 - Finaliste : Prix Alain-Grandbois (Pour Dis-moi que j'imagine)[2]
- 2003 - Lauréate : Prix Alfred-DesRochers (Pour Carnet américain)[2]
- 2004 - Mention spéciale : Prix Adrienne-Choquette (Pour Carnet américain)[2]
- 2006 - Finaliste : Prix du Gouverneur général en poésie (Pour Les Îles)[2],[14]

## Œuvres

### Roman
- Le Frère d'Antigone, Montréal, Druide, Coll. Écarts, 2017, 165 p.  (ISBN 9782897113261)

### Poésie
- Plusieurs, Trois-Rivières, Écrits des Forges, 1984, 76 p.  (ISBN 2890460576)
- Tension, Outremont, NBJ, cop., 1984, 23 p.  (ISBN 2893140203)
- Les Rendez-vous par correspondance ; suivi de, Les Prénoms, avec des photographies de Danielle Péret, Montréal, Éditions du Remue-ménage, Coll. Connivences, 1984, 100 p.  (ISBN 2890910504)
- Comme une chienne à la mort, Montréal, Éditions du Remue-ménage, Coll. Connivences, 1987, 96 p.  (ISBN 2890910725)
- L'Audace des mains, avec six dessins de Célyne Fortin, Saint-Lambert, Éditions du Noroît, 1987, 93 p.  (ISBN 2890181480)
- Signature païenne, Montréal, Éditions du Remue-ménage, Coll. Connivences, 1989, 91 p.  (ISBN 2890910873)
- Asiles, Montréal, Éditions du Remue-ménage, Coll. Connivences, 1991, 118 p.  (ISBN 2890911047)
- Des nuits qui créent le déluge, Montréal, l'Hexagone, 1994, 102 p.  (ISBN 2890065103)
- Dis-moi que j'imagine, Saint-Hippolyte, Éditions du Noroît, 1996, 102 p.  (ISBN 2890183424)
- Nous sommes en alarme, Montréal, Éditions du Noroît, 2000, 91 p.  (ISBN 2890184420)
- Les Îles, Montréal, Éditions du Noroît, 2005, 86 p.  (ISBN 9782890185494)
- Les Sœurs de, Montréal, Éditions du Noroît, 2011, 115 p.  (ISBN 9782890187153)
- Vanessa Bell sœur de Virginia Woolf, Montréal, Éditions du Noroît, 2016, 115 p.  (ISBN 9782897660161)
- Plus loin que mourir, Montréal, Éditions du Noroît, 2018, 91 p.  (ISBN 9782897661342)

### Nouvelles
- La Déconvenue : nouvelles, Québec, L'Instant même, 1993, 105 p.  (ISBN 2921197200)
- Carnet américain, Québec, L'Instant même, 2003, 96 p.  (ISBN 2895021813, 9782895021810 et 9782895027768)
- Le Cahier des villes : nouvelles, Québec, L'Instant même, 2009, 107 p.  (ISBN 9782895022909)

### Théâtre
- Si Cendrillon pouvait mourir ! Le show des femmes de Thetford Mines, Montréal : Éditions du remue-ménage, Coll. Théâtre, 1980, 79 p.  (ISBN 2890910059)

### Essais
- La Théorie, un dimanche, avec Louky Bersianik, Nicole Brossard, Louise Cotnoir, Louise Dupré, Gail Scott et France Théoret, préface de Martine Delvaux, Montréal, Éditions Remue-ménage, 2018, 230 p.  (ISBN 9782890916234, 9782890916241 et 9782890916258)
- Vanessa Bell : sœur de Virginia Woolf, Montréal, Éditions du Noroît, 2016, 148 p.  (ISBN 9782897660178 et 9782897660161)

### Livres d'artiste
- Théorie / contenu, éd. limitée à 25 exemplaires, conception artistique et réalisation Azélie, Zee Artand, Montréal, Zéditions élastiques, 1983, n.p.
- « Il y a des nuages », accompagnant une photo de Stéphane Lemire, dans Lumières de saisons, sous la direction et avec des photos d’Arlette Vittecoq et de Stéphane Lemire, Sherbrooke, Arlette Vittecoq éditrice, 1998, n.p.
- « À la dérive » (poèmes), De la mer au fleuve, éd. limitée à 7 exemplaires, toiles découpées et calligraphie sur toile de Ginette Trépanier, textes de Louise Cotnoir, conception visuelle et réalisation de la couverture de Josée Roberge, Sainte-Mélanie, Création Bellarte, Champs Vallons, 2005, n.p.  (ISBN 2923033221)

### Traduction
- Les Îles = The islands, Traduction par Oana Avasilichioaei, Hamilton, Wolsak & Wynn, 2011, 95 p.  (ISBN 9781894987554)